# Сокол (приток Большого Такоя)
Сокол — река на острове Сахалин, правый приток реки Большой Такой, принадлежит к бассейну реки Найба.
Впадает в реку Большой Такой за 27 км от её впадения в Найба, в посёлке Сокол, протекает по территории Долинского городского округа Сахалинской области.
Общая протяжённость реки составляет 20 км. Площадь водосборного бассейна составляет 24,3 км². Общее направление течения с востока на запад.

## Данные водного реестра
По данным государственного водного реестра России относится к Амурскому бассейновому округу.
Код объекта в государственном водном реестре — 20050000212118300005680.